# كاتدرائية تشيلمسفورد
كاتدرائية تشيلمسفورد (بالإنجليزيَّة: Chelmsford Cathedral) هي كاتدرائية تقع في مدينة تشيلمسفورد بمقاطعة إسكس في إنجلترا. كرِّست الكاتدرائية للقديسة مريم العذراء والقديس بطرس والقديس سد. أصبحت كاتدرائية بعدما استحدثت أبرشية تشيلمسفورد الأنجليكيَّة في عام 1914. تُعدّ الكاتدرائية مقر أُسقف تشيلمسفورد.

## لمحة تاريخية

### الكنيسة الأبرشية

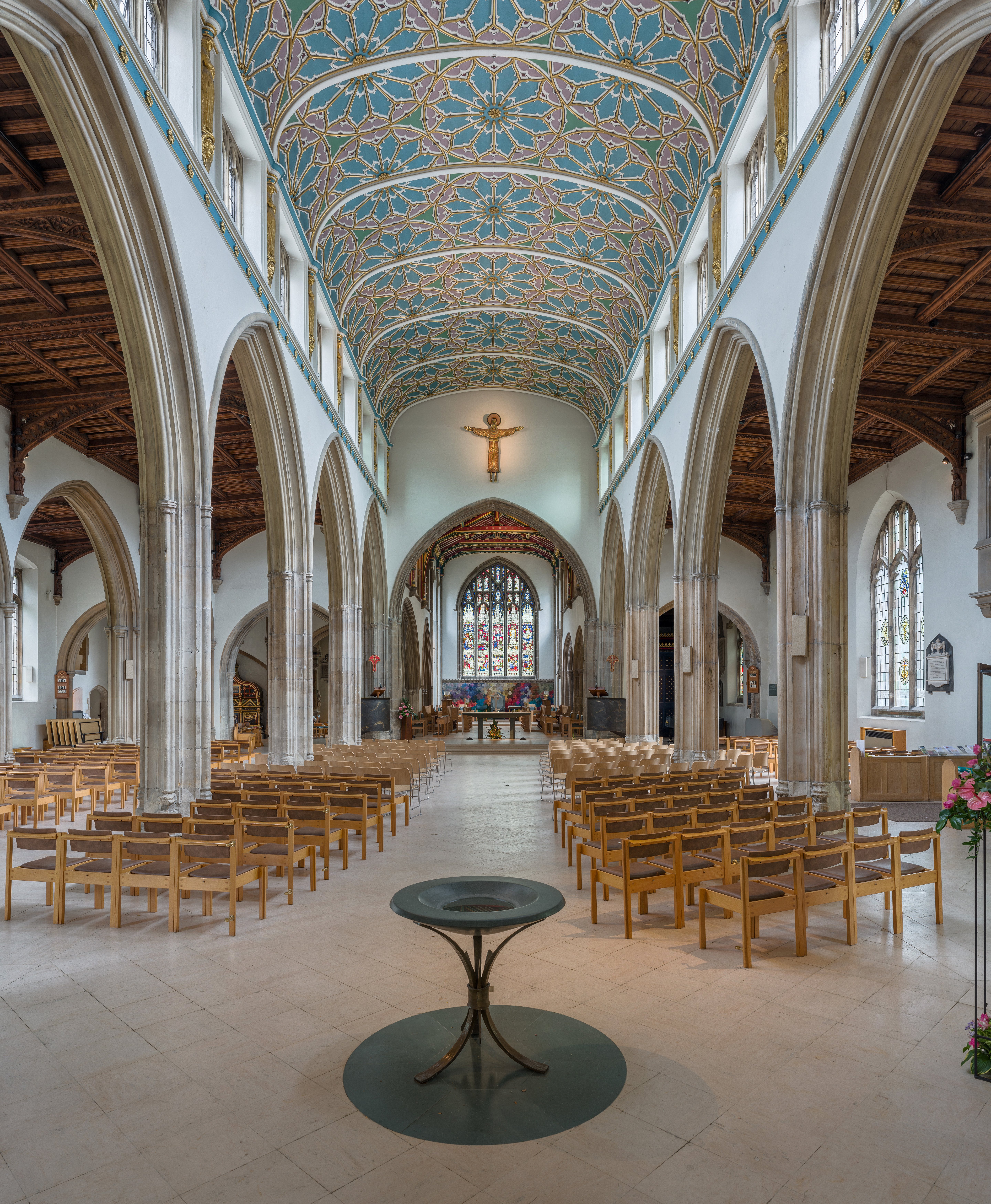
صحن الكنيسة

يرجَّح أن بناء كنيسة القديسة مريم العذراء في تشيلمسفورد ترافق مع بناء البلدة في نحو عام 1200. أعيد بناء الكنيسة بجدران من الصوان والحجر والآجر في القرن الخامس عشر ومطلع القرن السادس عشر (بداية من عام 1520). يحوي برج الكنيسة المتميز بذروته المدببة على حلقة مؤلفة من ثلاثة عشر جرس. صب جون وارنر وأبناؤه اثني عشر من هذه الأجراس. وكرَّست في عام 1913. انهار جزء من صحن الكنيسة في عام 1800 ليعاود المعماري جون جونسون بناؤه. حافظ جونسون على التصميم المتعامد المميز للصحن، ولكنه أنجز الدعائم والزخارف المتشابكة باستعمال حجر الكود، وبنى السقف من الجص. أعيد بناء الجزء العلوي من المنطقة المحيطة بالمذبح في عام 1878.

### الكاتدرائية
نالت الكنيسة صفة كاتدرائية وأصبحت تابعة لأبرشية تشيلمسفورد حديثة العهد في عام 1914.
وسِّع المدخل الجنوبي المسقوف للكاتدرائية في عام 1953، وذلك لإحياء ذكرى الصداقة الأمريكيَّة البريطانيَّة عقب الحرب العالميَّة الثانيَّة والطيارين الأمريكيين الذين تمركزوا في مقاطعة إسكس. كرّست الكاتدرائية إلى القديسين بطرس وسد في عام 1954. جدِّدت الكاتدرائية من الداخل بصورة شاملة حيث غيرت الأرضية والمقاعد والمذبح وعرش الأسقف وجرن المعمودية والجداريات الفنيَّة في عام 1983. ركِّبَ أرغنين ذي أنابيب في عام 1994 وعام 1995. وضع أول أرغن في صحن الكنيسة، ووضع الثاني في المنطقة الكائنة قرب المذبح. ركِّبت جميع نوافذ الزجاج المعشق في القرنين التاسع عشر والعشرين.
وضع تمثال يحمل اسم "المسيح ممجدًا" من نحت بيتر يوجين بول فوق قوس المذبح في عام 2000. كذلك أضيف عملين فنيين كبيرين آخرين: أولهما لوحة "شجرة الحياة" للفنان مارك كزيليت وواجهة المذبح في مصلى ميلدماي الكنسي من إنجاز فيليب ساندرسون.
تحتفل الكاتدرائية بأواصرها مع توماس هوكر الذي حاضر في تشيلمسفورد خلال الفترة من عام 1626 حتى عام 1629. فر هوكر إلى العالم الجديد نظرًا لآرائه البيوريتانيَّة، وأسس مدينة هارتفورد في ولاية كونيتيكت، وكان أحد مؤسسي الديمقراطية الأمريكية.

## وصلات خارجية
- موقع كاتدرائية تشيلمسفورد (بالإنجليزية)